# Širvani Muradov
Širvani Gadžikurbanovič Muradov (in russo Ширвани Гаджикурбанович Мурадов?; Čapaevo, 20 giugno 1985) è un lottatore russo.

## Palmarès

### Olimpiadi
- 1 medaglia:
  - 1 oro (Pechino 2008 nella lotta libera 96 kg)